# 加伯斯多夫
加伯斯多夫是奥地利施蒂利亚州莱布尼茨县的一个市镇。总面积19.81平方公里，总人口1116人，人口密度56.3人/平方公里（2005年）。